# Кіан Гансен
Кіан Гансен (дан. Kian Hansen, нар. 3 березня 1989, Гріндстед, Данія) — данський футболіст, центральний захисник клубу «Норшелланн».

## Ігрова кар'єра

### Клубна
Кіан Гансен починав займатися футболом у своєму рідному місті Гріндстед. У 2002 році він приєднався до молодіжної команди клубу «Есб'єрг», у складі якого і дебютував на професійному рівні у чемпіонаті Данії. Сталося це 7 грудня 2008 року у матчі проти «Вайле». Разом з командою Гансен вилітав із Суперліги та одразу повернувся в еліту.
У 2014 році футболіст перейшов до французького «Нанта» але першу половину сезону продовжував грати за «Есб'єрг» на правах оренди. Але закріпитися у французькому клубі Гансен не зумів і вже у 2015 році повернувся до Данії, де підписав контракт з клубом «Мідтьюлланн». З яким став чемпіоном Данії та виграв національний кубок.
Влітку 2019 року захисник перейшов до клубу «Норшелланн» і 28 липня у матчі проти свого колишнього клубу «Есб'єрг» дебютував у новій команді.

### Збірна
18 листопада 2014 року у товариському матчі проти команди Румунії Кіан Гансен зіграв першу гру у складі національної збірної Данії.

## Титули
Есб'єрг
 Переможець Кубка Данії: 2012/13

Мідтьюлланн
 Чемпіон Данії: 2017/18
 Переможець Кубка Данії: 2018/19